# Roquefort-des-Corbières
Roquefort-des-Corbières è un comune francese di 972 abitanti situato nel dipartimento dell'Aude nella regione dell'Occitania.

## Società

### Evoluzione demografica
Abitanti censiti